# Елізабет Маркштайн
Елізабет Маркштайн (нім. Elisabeth Markstein, до шлюбу Копленіг (Koplenig); 18 квітня 1929, Відень — 15 жовтня 2013, Відень) — австрійська славістка, перекладачка і літераторка.

## Біографія
Дочка австрійського політика-комуніста Йоганна Копленіга й історикині Гільди Копленіг. У 1933 році батьки були змушені перейти на нелегальне становище після заборони діяльності Комуністичної партії Австрії. Дитинство Елізабет провела в Празі та Швейцарії, а з 1936 року — в Москві, де, як і багато інших політичних емігрантів, Копленіги проживали в готелі «Люкс». Влітку 1945 року Елізабет з батьками повернулася до Австрії, проте, щоб отримати атестат зрілості, мусила повернутися для складання іспитів у Москву.
Копленіг вивчала слов'янознавство в Москві і у Віденському університеті. У 1953 році захистила дисертацію, присвячену творчості Максима Горького і соціалістичного реалізму. Підтримувала зв'язки з радянськими дисидентами та емігрантами, за що в 1968 році була виключена з Комуністичної партії Австрії. Отримала заборону на в'їзд до СРСР після того, як стало відомо, що вона потайки вивезла з країни листи Олександра Солженіцина. Її симпатії до Радянського Союзу остаточно зникли після придушення Празької весни 1968 року.
Починаючи з 1966 року, Елізабет Маркштайн викладала перекладознавство і слов'янознавство у Відні, Інсбруку, Ґраці та Остіні. Разом зі своїм колегою Ернстом Вальтером займалася перекладом німецькою твору Солженіцина «Архіпелаг ГУЛАГ» (під псевдонімом Anna Peturnig). Разом з Феліксом Філіпом Інгольдом випустила книгу «Про Солженіцина», перекладала роман «Гравець» Ф. М. Достоєвського, твори Лева Копелева та спогади його дружини Раїси Орлової.
Включена Солженіциним у список його таємних помічників.
Елізабет Маркштайн перебувала в дружніх стосунках із Генріхом Беллем і була знайома з Йосипом Бродським, М. С. Хрущовим і В. М. Молотовим.
За свою перекладацьку роботу удостоїлася кількох нагород, зокрема Державної премії Австрії в галузі літературного перекладу. У 2010 році опублікувала власні мемуари «Москва набагато красивіша, ніж Париж. Життя між двома світами».
У майже 60-річному шлюбі з письменником Гайнцем Маркштайном народила трьох дочок, дві з яких померли молодими.

## Твори
- Moskau ist viel schöner als Paris. Leben zwischen zwei Welten. Milena, Wien 2010 ISBN 978-3-85286-191-3.